# Кримськотатарська діаспора
Кримськотатарська діаспора — представництво кримських татар за межами Кримського регіону, котрі усвідомлюють свою генетичну або духовну єдність з батьківщиною.
Історія діаспори розпочалася після анексії Кримського ханства Російською імперією в 1783 році, після чого кримські татари були змушені емігрувати кількома хвилями у 1783-1917 роках.
Діаспора поповнювалася значною мірою за рахунок кримських татар, чиє соціальне і економічне життя було зруйноване у наслідок російської колонізаційної політики.
Радянський Союз вирішив остаточно позбутися кримських татар у розпал Другої світової війни. У 1944 році були депортовані всі кримські татари з Криму до Центральної Азії. Однак це населення вважається радше примусово переселеною спільнотою, аніж діаспорою.

## Діаспора в Османській імперії
В Османській імперії постійно знаходилися представники кримської знаті у зв'язку з тісними зв'язками між двома державами. Османська провінція Буджак з центром у Бендерах знаходилася у васальній залежності від Ґераїв. У XIV–XV століттях османи колонізували Добруджу, де мешкали кримські татари з Буджака. Між 1593 і 1595 роками кримські татари були переселені у Добруджу. Частина кримських татар поїхала до Греції та Османської імперії.
Однак, перша кримськотатарська еміграція була спровокована анексією Криму Російською імперією.  Кримський панівний клас (мурзи) і мулли шукали притулку на території Османської Держави, частина - на Північному Кавказі, побоюючись переслідувань. Їх число сягало близько 8 тис. Однак вони не розривали своїх зв'язків з Кримом. Надії, що Ґераї повернеться з Кавказу після звільнення Криму, жеврілись до самого завоювання Північного Кавказу росіянами в 1859 році. У 1877-1878 роках кримські татари з Північного Кавказу разом з черкесами і чеченцями були вислані російською владою в Анатолію. Заслані мусульмани Північного Кавказу складали близько мільйона.
Після анексії 4 тис. кримських татар втекли до османської фортеці Озу (Очаків), а звідти у Буджак, васала Ґераїв. Із завоюванням Бессарабії росіянами в 1812 році всі кримські татари емігрували на південь у провінцію Добруджа.
Кримські татари емігрували до Османської імперії, де їх вітали як братів-мусульман. Територію Османської імперії кримськотатарські емігранти називали aq topraq («свята земля» або «земля справедливості»), оскільки вони вважали еміграцію як «хіджра», подібно до тимчасового відступу пророка в Медину під тиском ворогів ісламу.
Хвиля втікачів кримських татар відновилася після Кримської війни (1854-1856), а російський уряд ставився до кримських татар як до внутрішньої загрози її безпеці через їх історичні відносини з Османською імперією.
Більшість кримськотатарських емігрантів оселилася в Добруджі на Балканах під османською владою, але деякі з них були направлені в різні частини Анатолії, де значне число кримських татар загинуло в зв'язку зі зміною кліматичних умов та епідемій.
Хоча серед переселенців були кримські татари, які емігрували з гірських, прибережних і міських районів Криму, більшість з них складали вихідці з кримського степу, які жили в основному в закритих сільських громадах. Відповідно до давньої кримськотатарської традиції шлюб між родичами (наприклад, між двоюрідними братами і сестрами) навіть дуже далекими завжди суворо заборонявся на відміну від місцевого населення Анатолії. Вони зуміли зберегти свою етнічну ідентичність і мову майже недоторканою до 70-х років XX сторіччя. Кримськотатарська ідентичність діаспори сформувалася протягом цього періоду переважно на основі усної культурної традиції, збагаченої переданнями, піснями, поезією, легендами про втрату батьківщини і лихо еміграції.

## Кінець Османської імперії і створення сучасної Туреччини
Із занепадом Османської імперії в останній чверті XIX століття більшість кримських татар з Добруджі мігрували до Анатолії. Згодом міграція відбувалася у межах Анатолії. Ця модель міграції сприяла розриву родинних зв'язків і, отже, зв'язку з батьківщиною, а також змішанню різних субетносів кримських татар.
Кримські татари взяли участь у розбудові нової Турецької республіки, а також у формуванні турецької ідентичності.
Невелика кількість кримськотатарських втікачів з СРСР поповнювали діаспору в Туреччині після Другої світової війни, інша частина мігрувала до Туреччини з Румунії та Болгарії після встановлення там комуністичного режиму.
Населення кримськотатарського походження у Туреччині становить близько 1 млн осіб. Тут діє кілька етнічних об'єднань.

## Сюрґюн
18 травня 1944 року НКВС за рішенням Державного комітету оборони депортував кримських татар з Криму до Центральної Азії.
У 1989 році депортація (Сюрґюн) була засуджена Верховною Радою СРСР і визнана незаконною і злочинною. Після цього майже 300 тис. татар змогли повернутися до Криму з місць депортації. Однак місцева влада і решта населення Криму не надто очікувала їх повернення. Ще близько 270 тис. кримських татар залишаються в Узбекистані та інших частинах колишнього Радянського Союзу.

## Діаспора в Східній Європі і світі
Кримськотатарська діаспора в Румунії згідно з переписом 2002 року становить 24 тис. осіб. Однак лише після повалення комуністичного режиму кримські татари пережили національне відродження та оновлення зв'язків з батьківщиною та кримськотатарськими громадами інших держав, особливо в Туреччині.
Кримськотатарська діаспора в Болгарії нараховує кілька тисяч осіб. Останнім часом почалось налагодження співпраці з громадами за кордоном, і особливо з репатрійованими кримськими татарами.
Кримські татари в США — найбільша діаспора в Західній півкулі, що складається з втікачів з Криму, Румунії, Болгарії та Греції.

## Сучасне становище
Основними проблемами в кримськотатарській діаспорі в 90-х роках XX сторіччя стали розмиття етнічної ідентичності в умовах швидкої модернізації громад і труднощі у мобілізації ресурсів (особливо в Туреччині) з метою надання підтримки репатріантам.
Серед кримських татар існують розбіжності у поглядах на роль діаспори, виробленні загальної мети і завдань національного руху, що призвело до жвавої внутрішньої дискусії у 1990-х роках. Однак кримськотатарська діаспора в цілому, здається, єдина у визнанні легітимності кримськотатарських національних зборів (Меджлісу) в Криму, і визнає Мустафу Джемілєва своїм лідером в ухваленні основних рішень щодо долі етносу. Діаспора також погоджується з керівництвом Джемілєва щодо ненасильницької політичної боротьби за повернення прав депортованим кримським татарам у рамках поваги до територіальної цілісності України. Для діаспори, здається, на порядку денному стоїть не питання отримання суверенітету для кримськотатарського народу, а проблеми мобілізації політичних та економічних ресурсів для повернення решти кримських татар з місць депортації на батьківщину і визнання політичних прав кримських татар з боку української і кримської влади. Актуальною проблемою для діаспори, а також кримських татар на батьківщині залишається відновлення історичної справедливості щодо злочину, скоєного проти їх народу.
Для кримськотатарської діаспори це остання ланка у ланцюзі історичних несправедливостей, скоєних Росією, починаючи з незаконної анексії своєї батьківщини у результаті порушення Кючук-Кайнарджійського договору (1774), що має завершитись отриманням права на повернення до Криму. Проте, масове повернення кримських татар з діаспори не виявляється справою найближчого майбутнього, хоча це завжди розглядається як варіант, особливо в романтичніших колах діаспори. На сьогодні, однак, найімовірнішими перспективами діаспори має стати набуття певних політичних прав для представників діаспори, зокрема пов'язаних з політичним представництвом, отриманням подвійного громадянства тощо.